# Alliance française d'Adélaïde
L'Alliance française d'Adélaïde est l'Alliance française de la ville australienne d'Adélaïde, en Australie-Méridionale. Fondée en 1910, elle a son siège au 319 Young Street, à Wayville. Le but des Alliances Françaises est de promouvoir la langue et la culture française à travers le monde. L'Alliance Française d'Adelaïde s'inscrit dans cette lignée avec deux événements majeurs dans l'année : le French Market, le dernier week-end de novembre et le French Film Festival en partenariat avec toutes les Alliances Françaises d'Australie en Mars-Avril. 